# Ograde (Bośnia i Hercegowina)
Ograde (cyr. Ограде) – wieś w Bośni i Hercegowinie, w Republice Serbskiej, w mieście Trebinje. W 2013 roku liczyła 24 mieszkańców.